# Koe-Thaung-Tempel

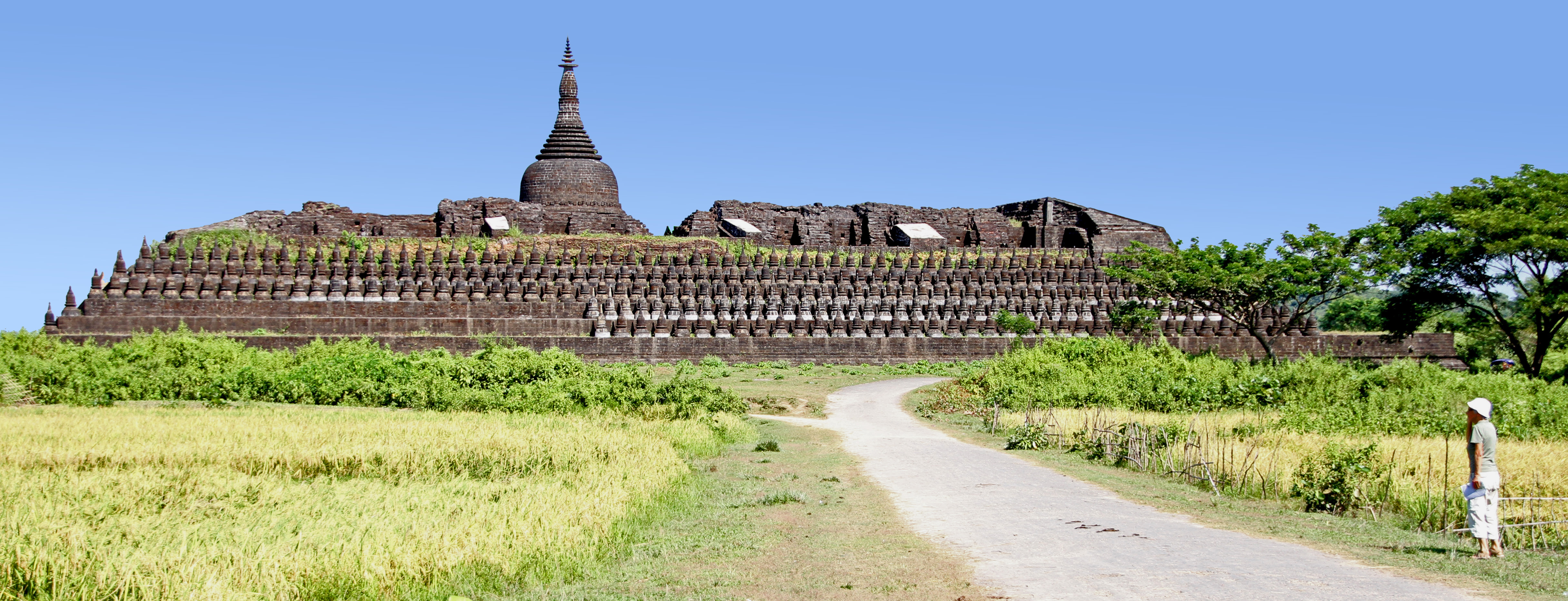
Koe-Thaung

Der Koe-Thaung-Tempel (birmanisch ကိုးသောင်းဘုရား; sprich: kóðáʊɴ pʰəjá) ist ein buddhistischer Tempel in Mrauk U, Myanmar. Er wurde 1553–1556 unter König Dikkha erbaut. Sein Name bedeutet: „Tempel der 90.000 Bilder“.

## Beschreibung
Der größte Tempel in Mrauk U steht auf einer quadratischen Plattform mit 77 m Seitenlänge, deren Böschungen mit fünf Reihen kleiner Stupas besetzt sind. Er ist aus Ziegeln erbaut und mit Sandstein verkleidet, der angeblich von der Küste über den Kaladan-Fluss herangeschafft worden ist.
Eine Treppe führt auf eine geräumige Plattform und zu zwei ineinander liegenden Wandelgängen, die ursprünglich eingewölbt waren. Im äußeren Umgang sitzen etwas weniger als lebensgroße Buddhas, alle in der Mudra der Erdberührung, während im inneren Umgang unzählige kleine Reliefs mit Buddhas angebracht sind.

Eine weitere Treppe führt auf eine zweite Plattform, in deren Mitte vor dem zentralen achteckigen Stupa eine große Buddha-Figur auf einem Thron sitzt.
Gemäß buddhistischer Tradition umwandert man das zentrale Kultbild dreimal im Uhrzeigersinn: hier zuerst durch den äußeren Umgang, dann durch den inneren und schließlich direkt auf der zweiten Plattform.

## Galerie

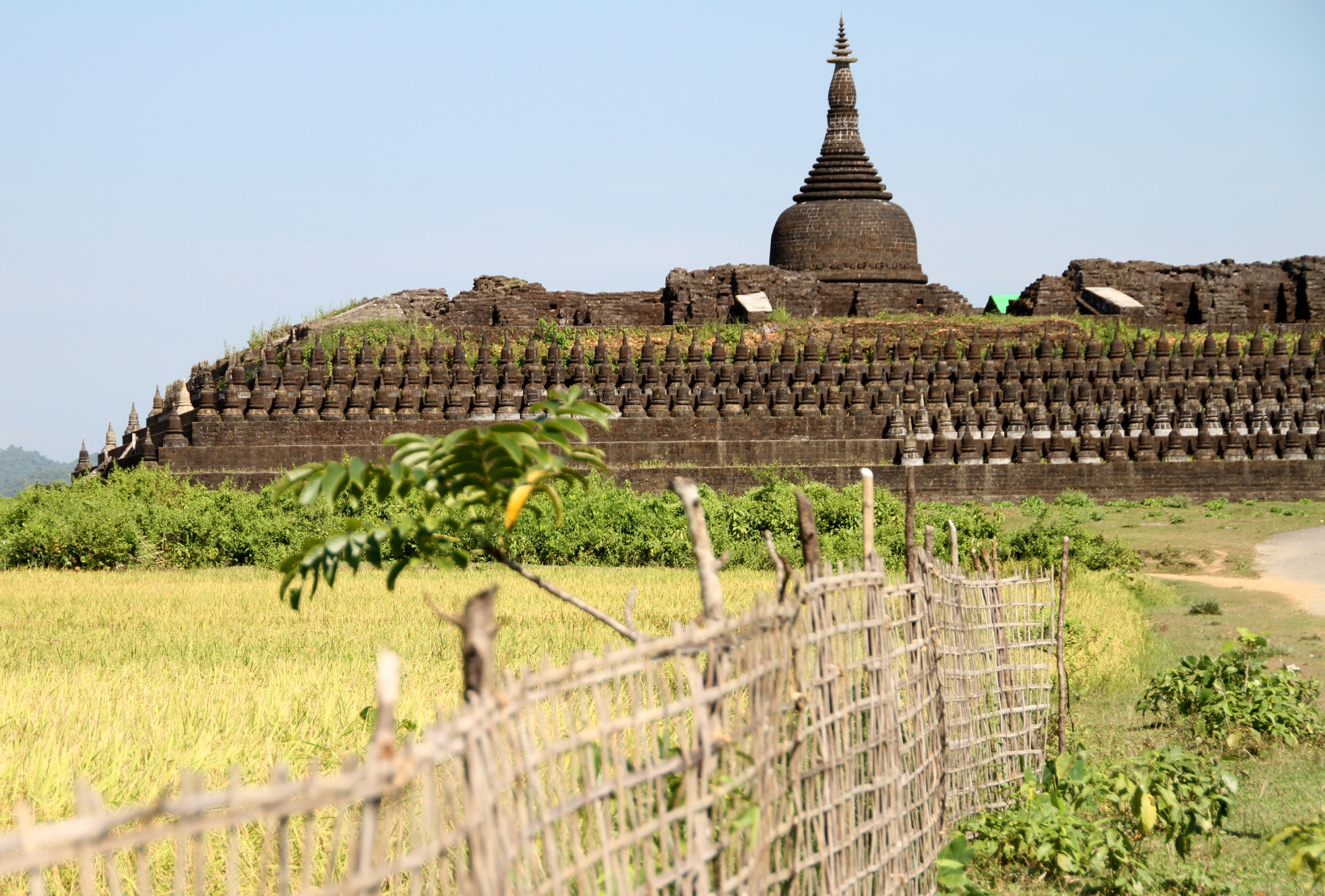
Koe-Thaung-Tempel
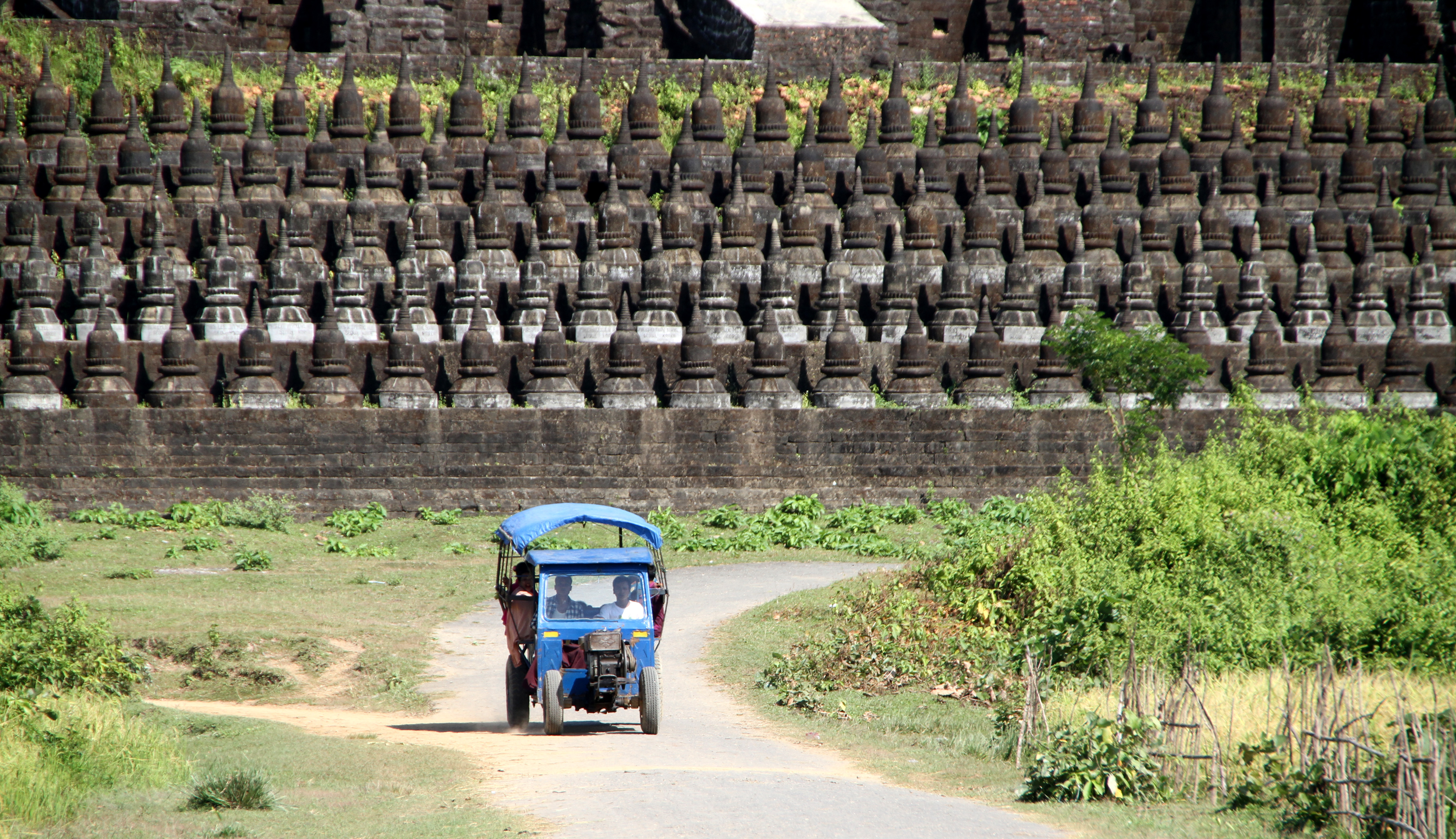
Annäherung
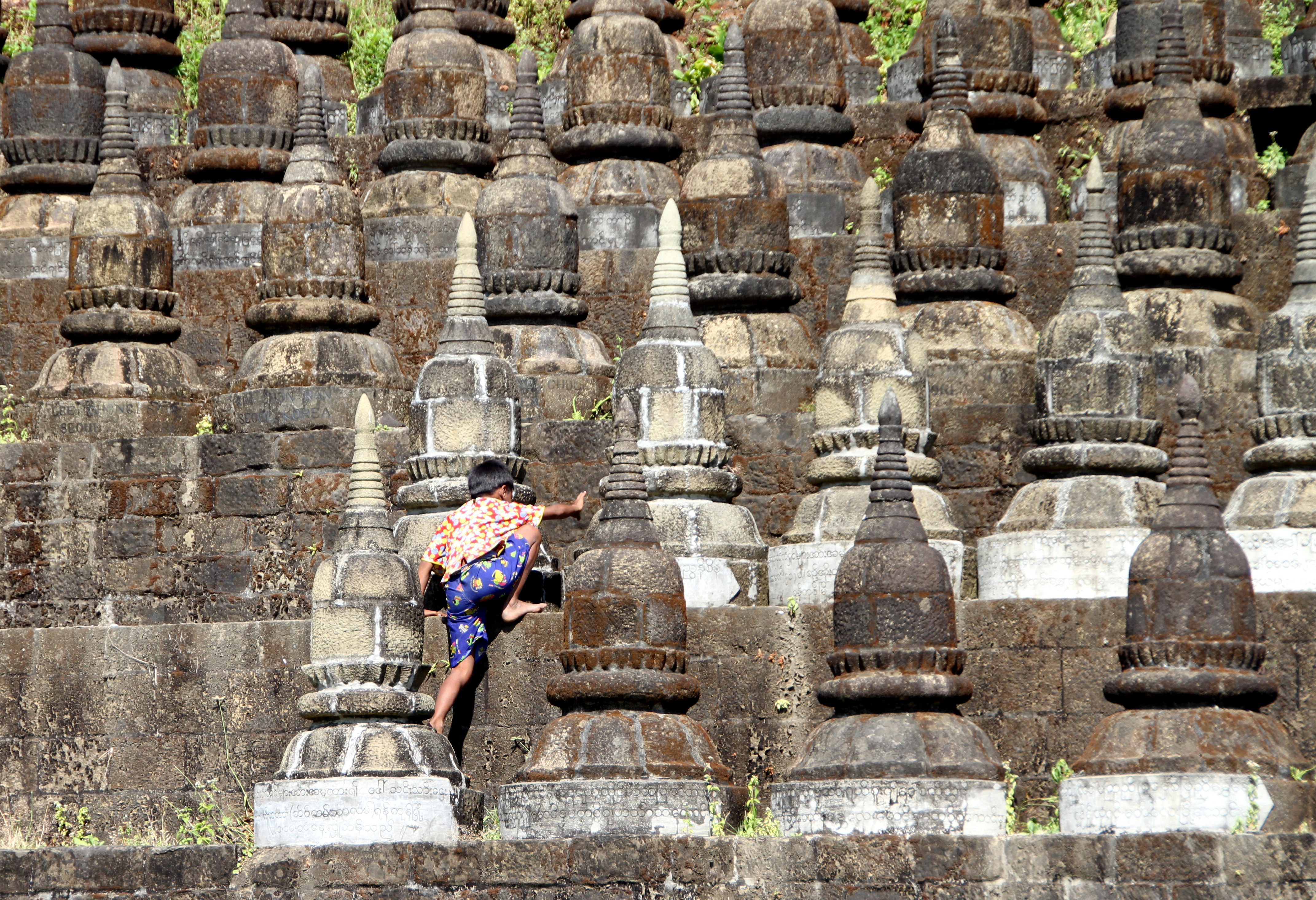
Kletterkünstler
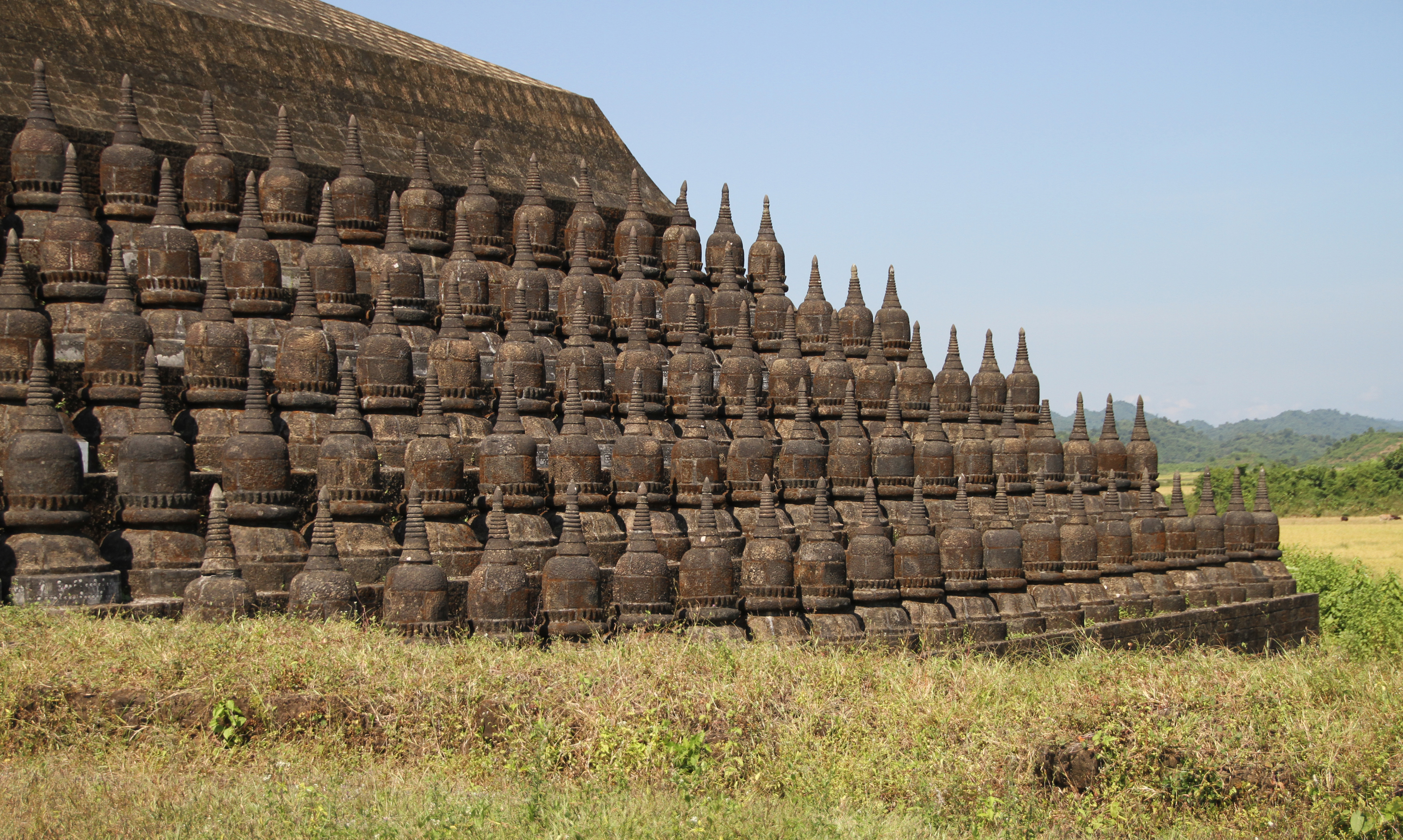
Kleine Stupas
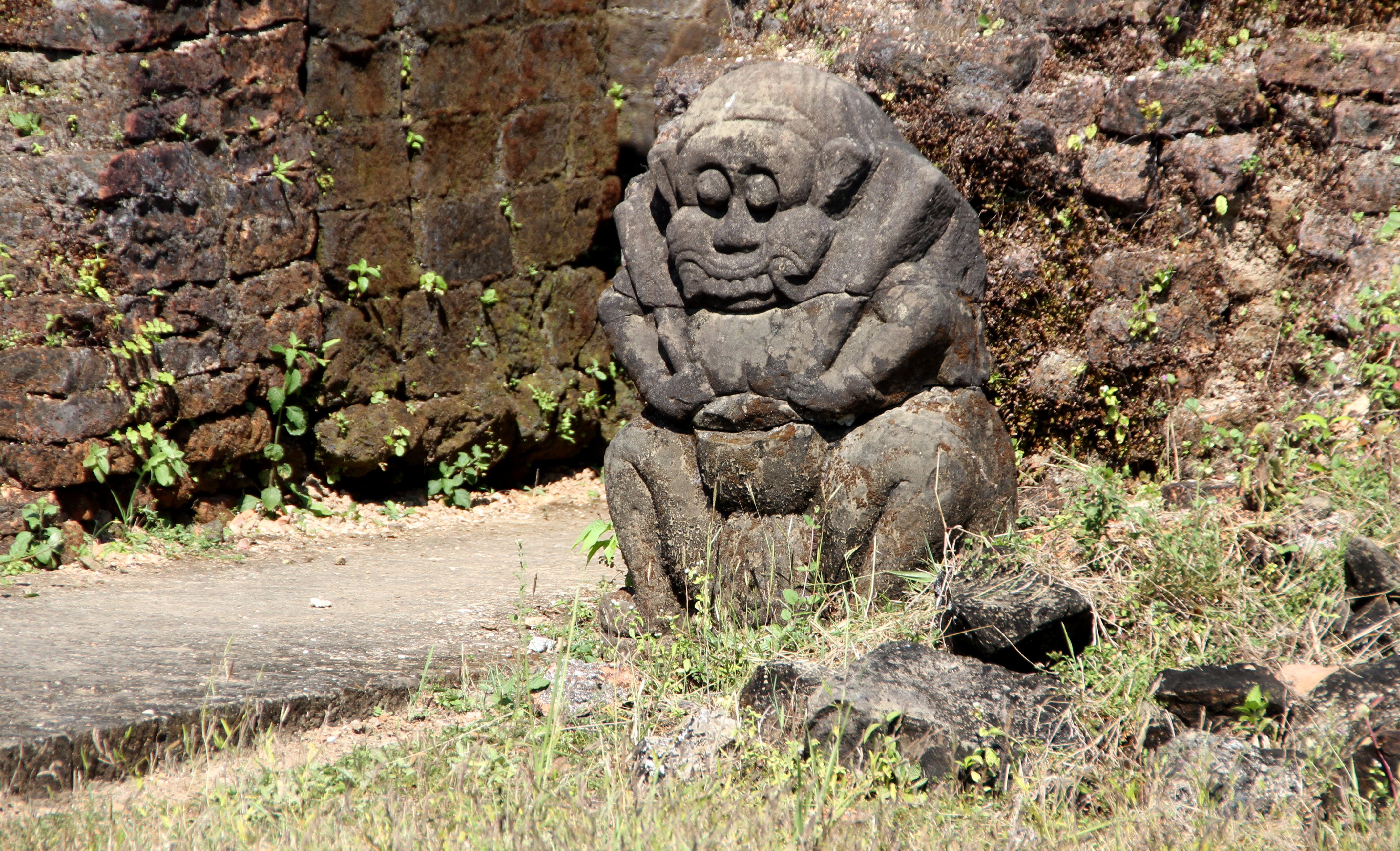
Tempelwächter
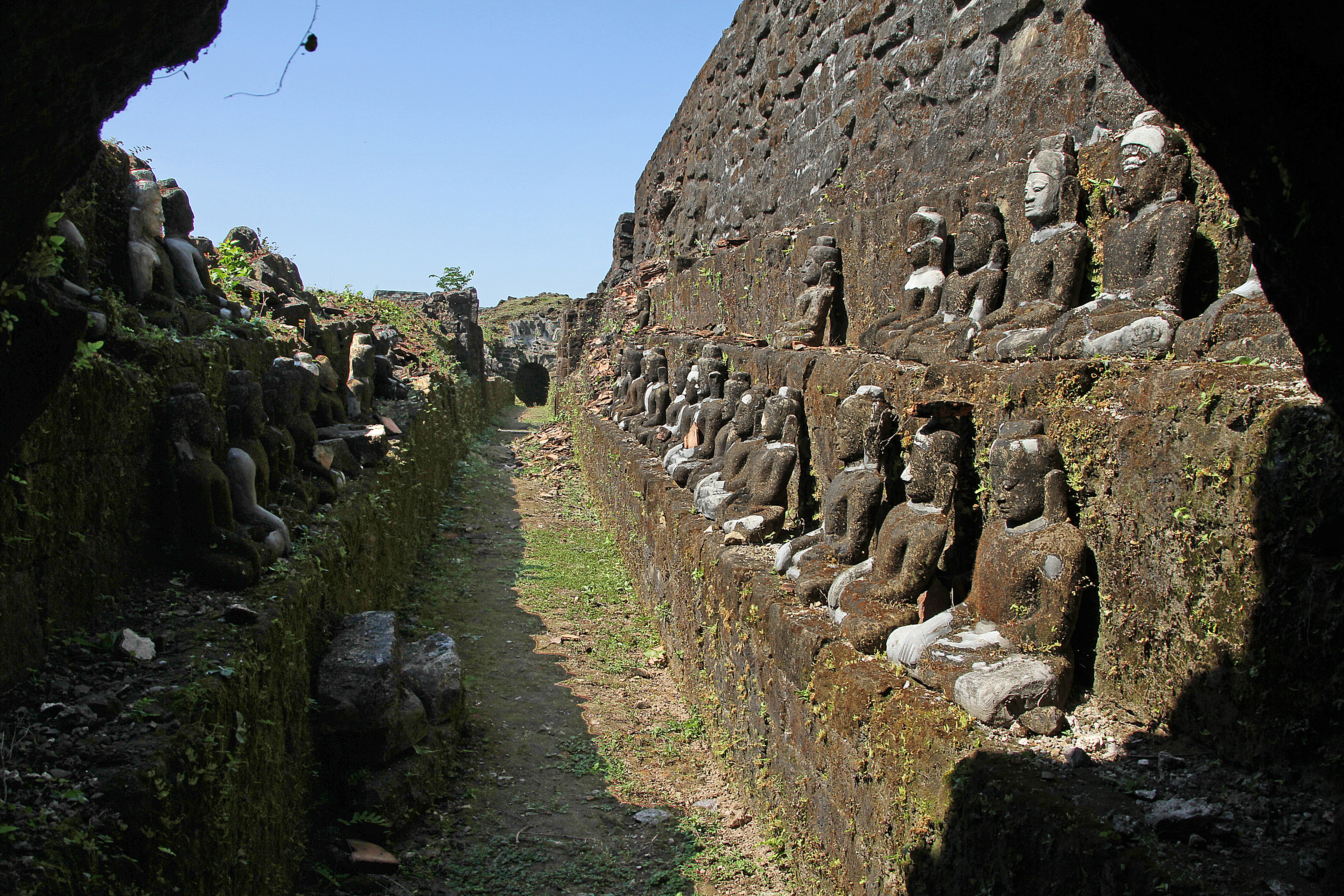
Äußerer Umgang
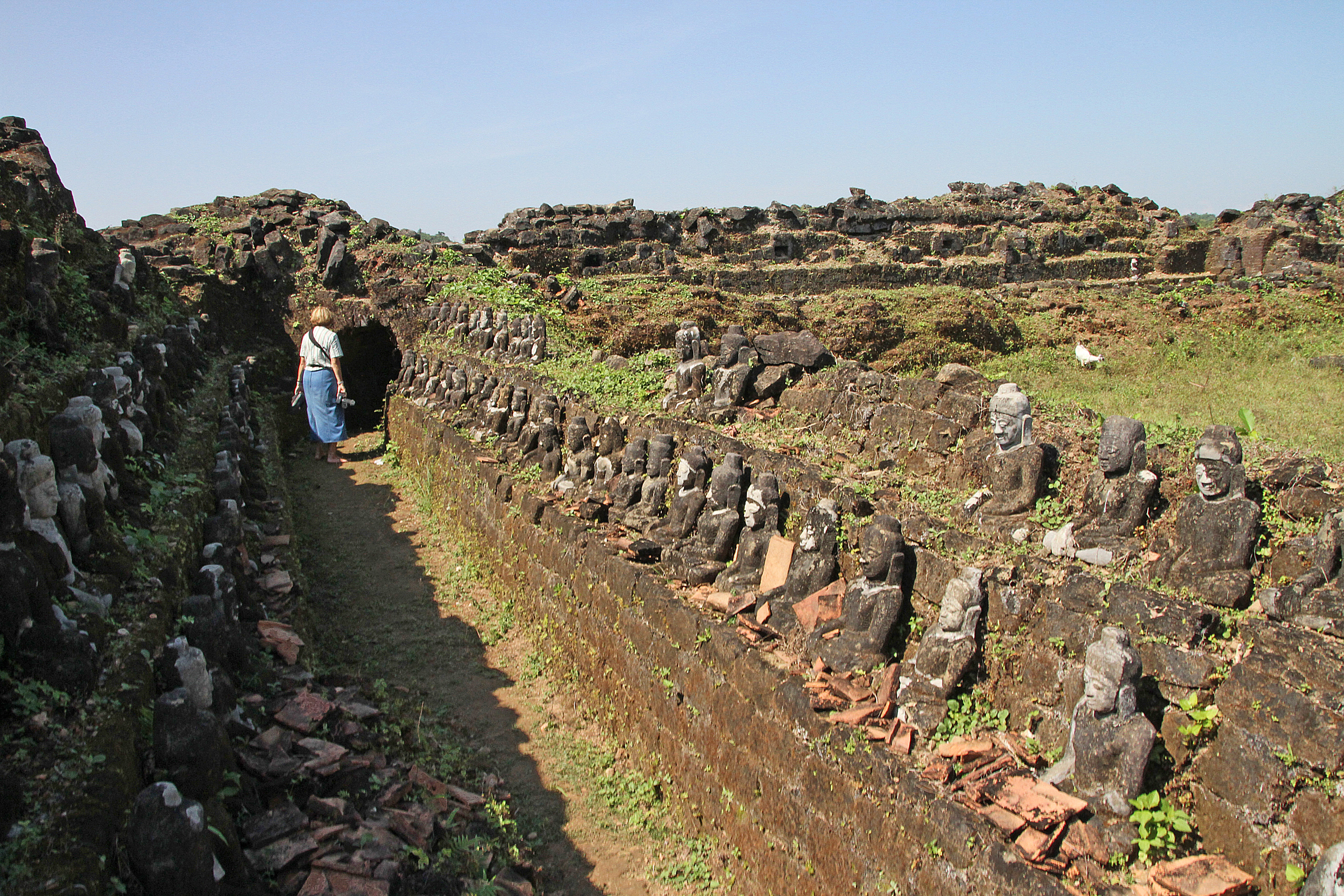
Äußerer Umgang
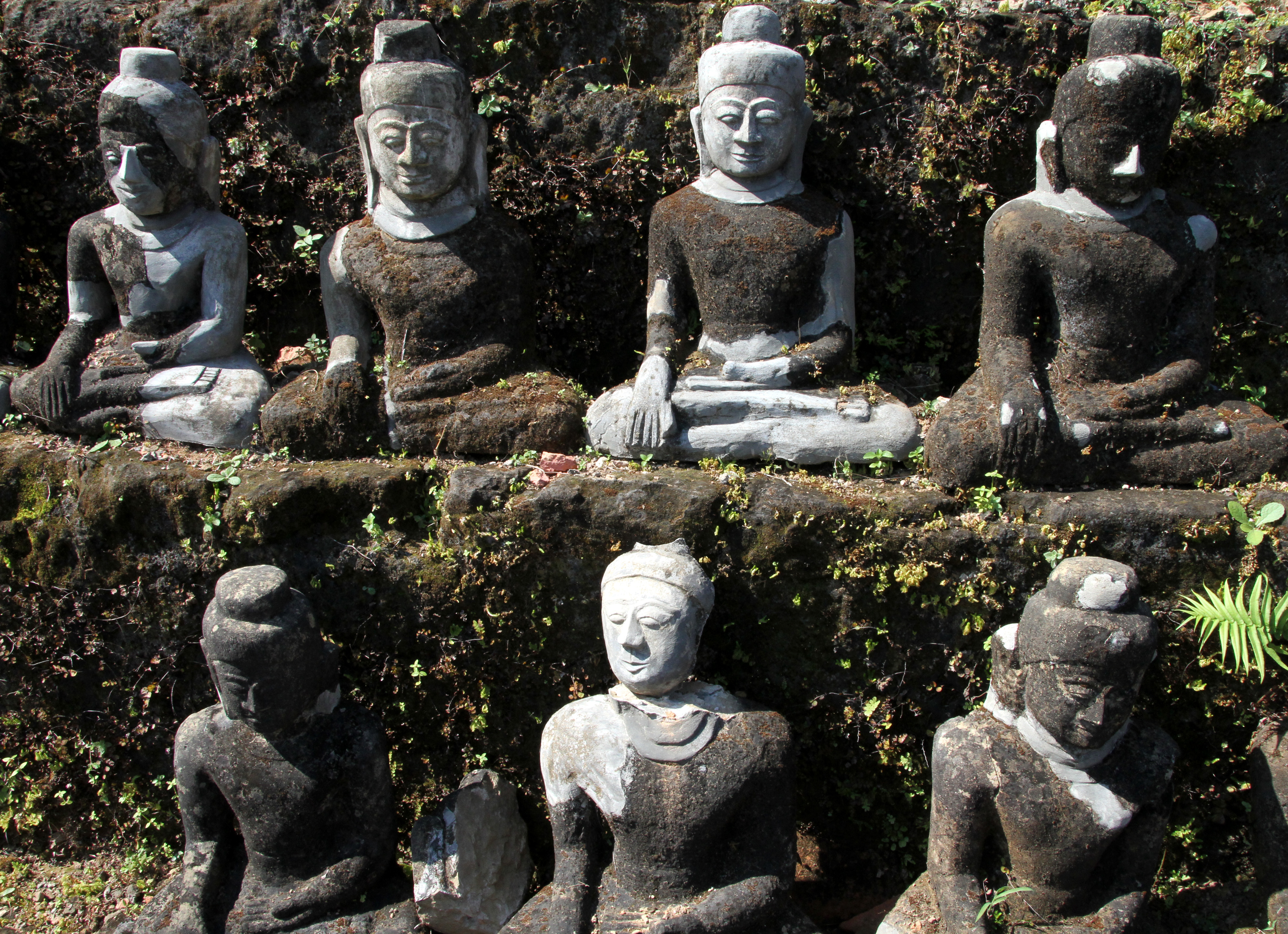
Buddhas im äußeren Umgang
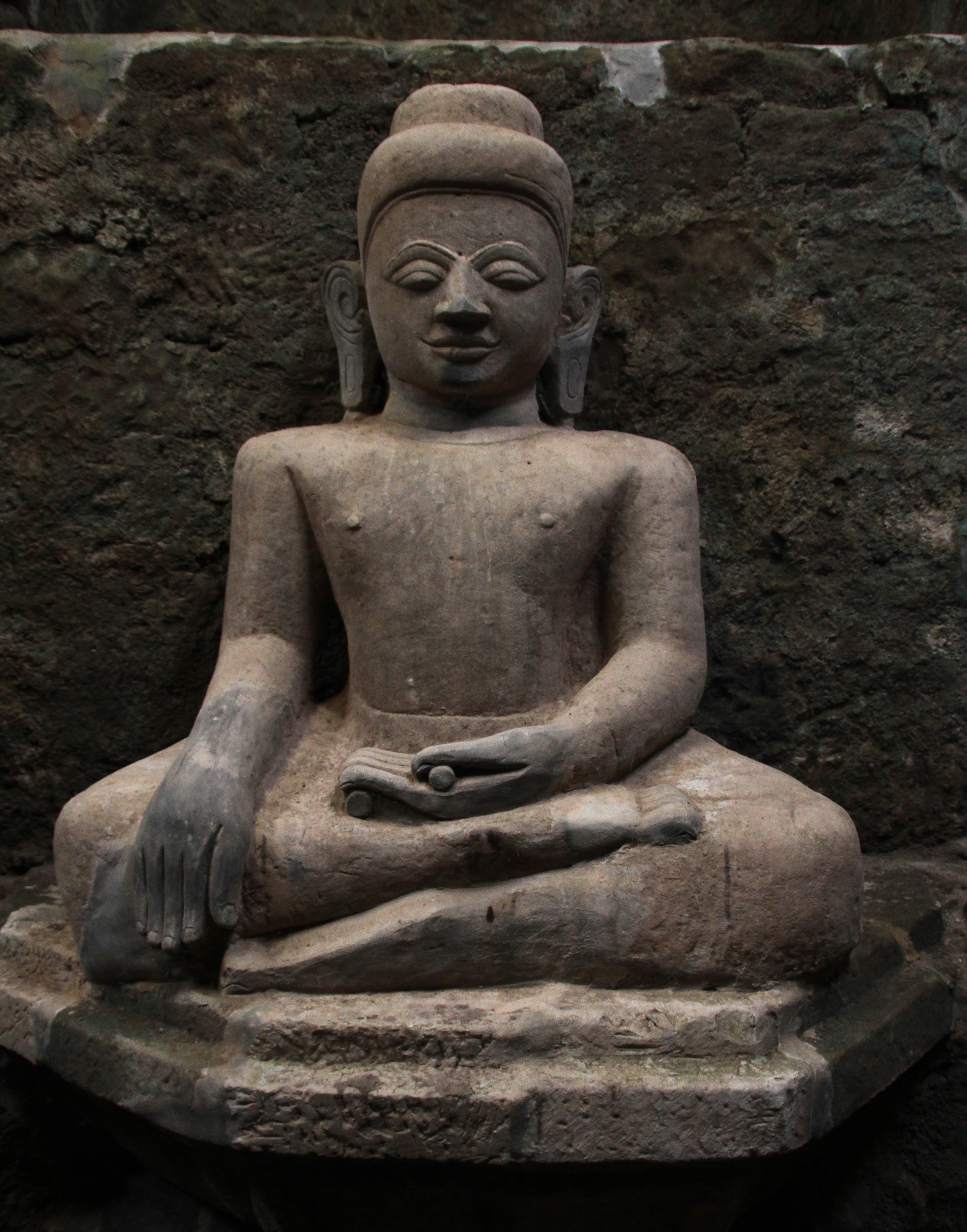
Buddha
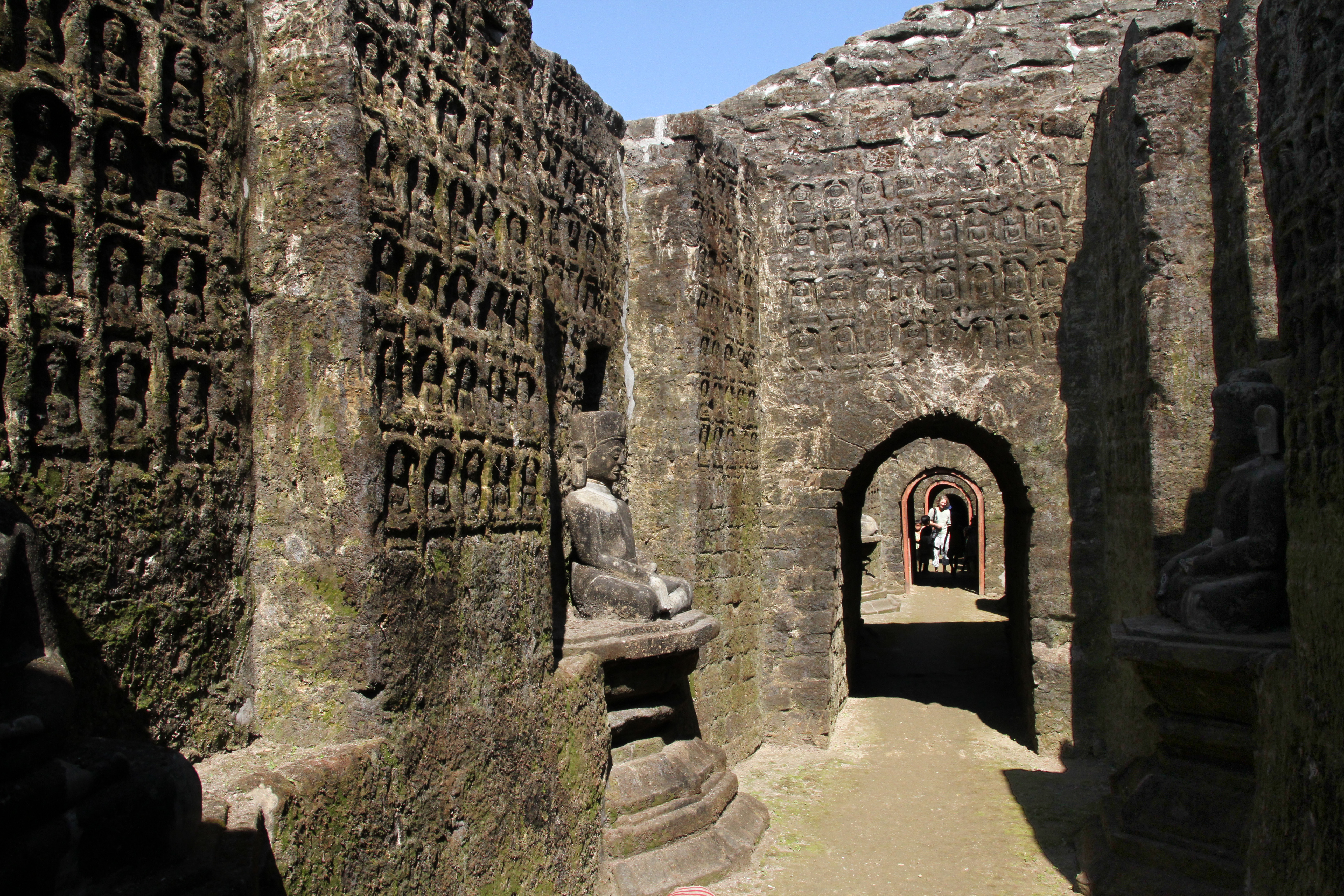
Innerer Umgang
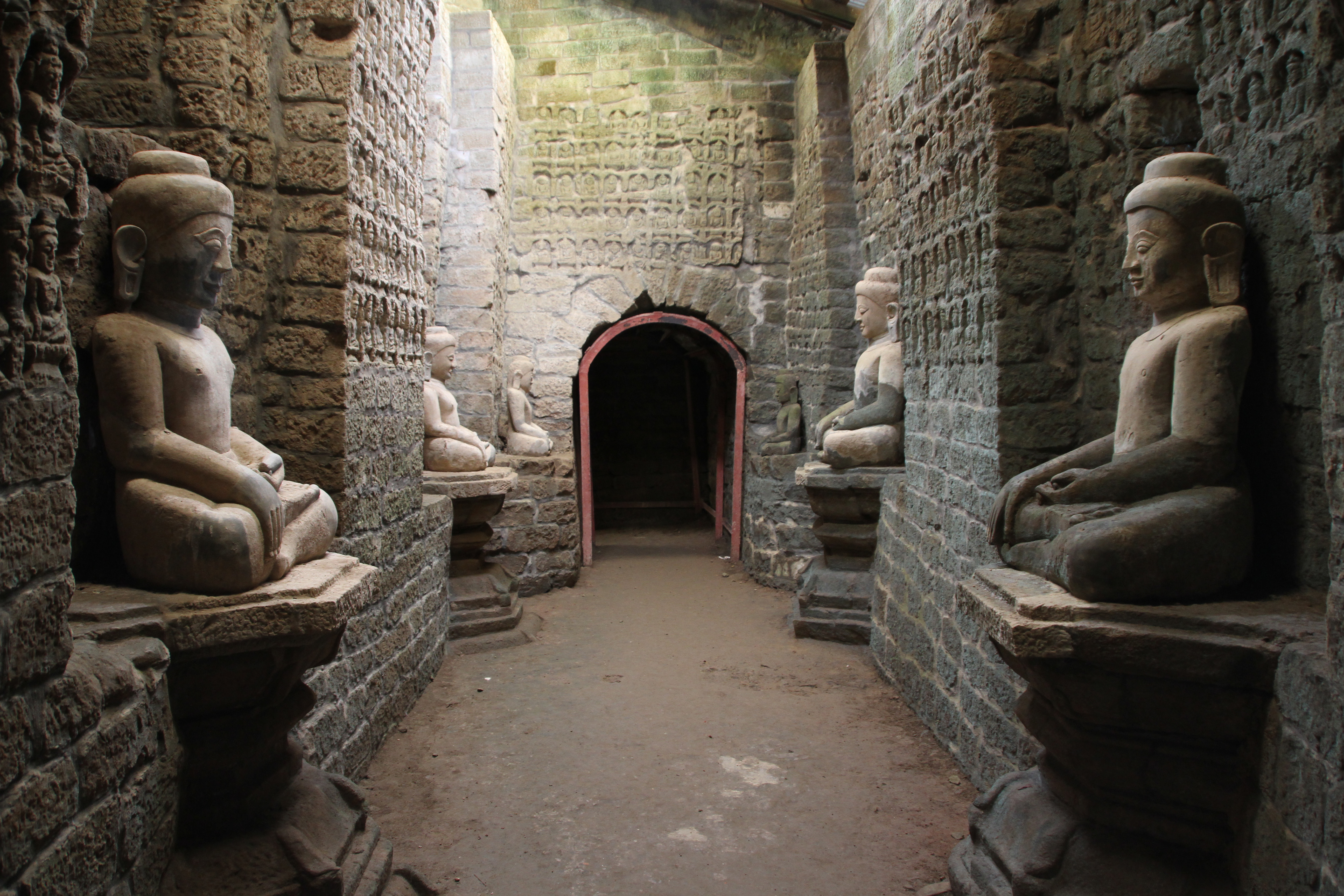
Innerer Umgang
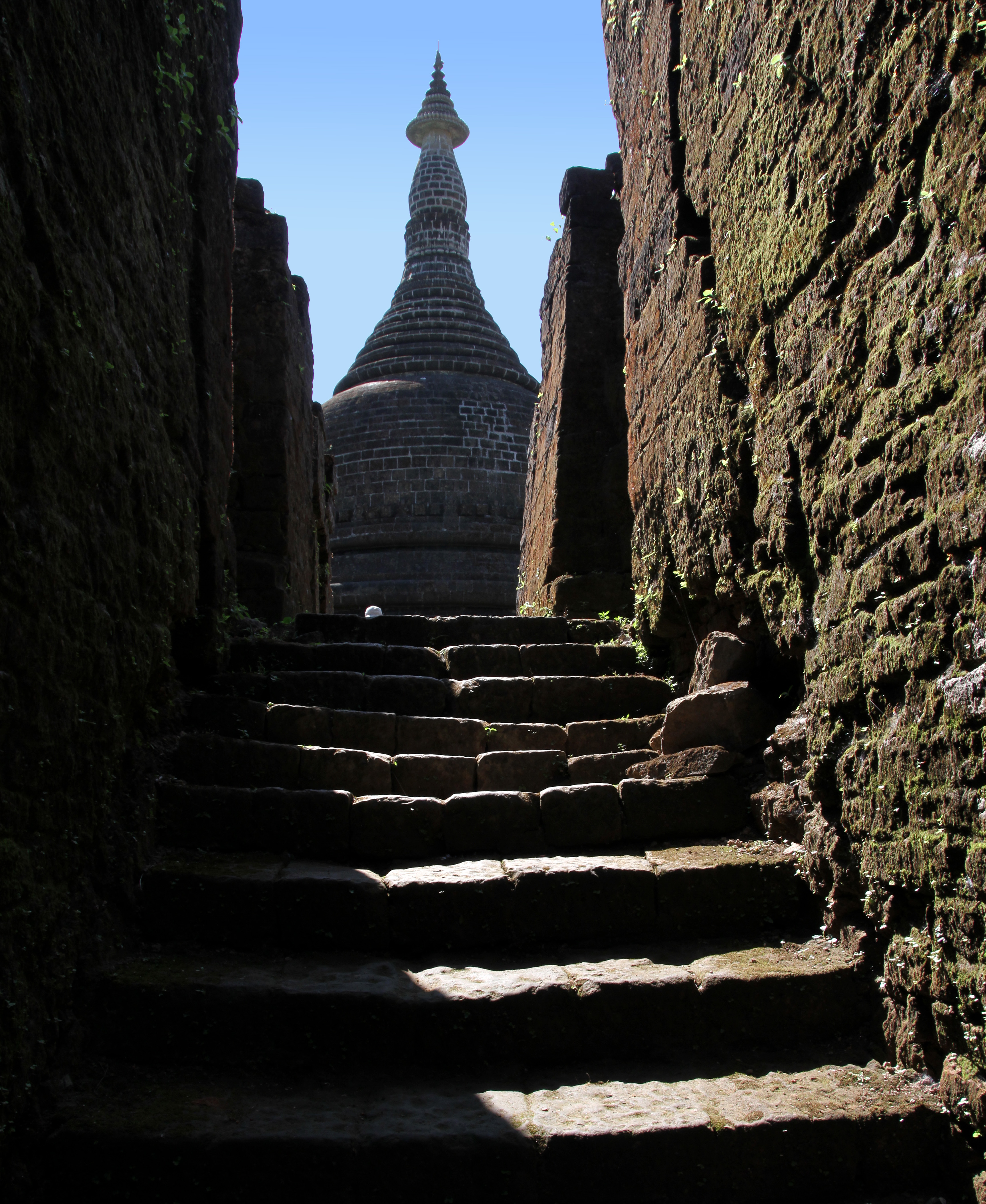
Aufstieg zum Zentralstupa